# Телесеріали Бразилії
Телесеріали Бразилії являють собою переважно теленовели, в значно меншій кількості це міні-серіали, класичні телесеріали і тим паче мильні опери, що не зовсім притаманні кінематографу Бразилії. Значну частину цих серіалів знімає телекомпанія «Глобу», яка вже багато десятиліть не має серйозних конкурентів на кінематографічному ринку Бразилії, і практично є монополістом.
Перший бразильський серіал показаний в СРСР це — «Рабиня Ізаура», який показали в 1988–1989 роках. На відміну від багатьох інших серіалів знятих в країнах Латинської Америки, бразильські серіали відрізняються не тільки якістю, але й більшою реалістичністю та дидактичністю. Часто розглядаються різні важливі соціальні теми, наприклад такі як — суїцид, наркоманія, гомосексуальність, расизм, СНІД, насильство та інші. В деяких серіалах розглядаються навіть такі теми, як сурогатне материнство («Сурогатна мати», 1990), клонування («Клон», 2001), пластична хірургія («Два обличчя», 2007–2008).
Бразильські серіали відрізняються оригінальністю сюжету і оригінальстю заставок в серіалах («В ім'я кохання», 1997), де майже ніколи не показують акторів, що знімаються, а також використанням відомих музичних композицій. Їх знімають з мінімальною кількістю дублів — перед зйомками актори ретельно репетирують сцени.
В бразильських телесеріалах уперше не зовсім позитивні (або навіть негативні) персонажі стали головними героями серіалу («Жорстокий янгол», 1997).
Серед бразильських міні-серіалів варто відмітити серіал-біографію «Шікінья Ґонзаґа» («Музика її душі»), 1999; «Неприборкувана Хільда» («Неприборкувана Ільда»), 1998; «Амазонія», 2007, що відрізняються не тільки якістю, але й використанням нових телевізійних технологій, як от наприклад панорамна зйомка («Амазонія»).
| Прапор Бразилії | Це незавершена стаття про Бразилію. Ви можете допомогти проєкту, виправивши або дописавши її. |